# Коршунов, Валерий Иванович
Валерий Иванович Коршунов (род. 12 мая 1939, Калач, Воронежская область) — советский и российский гимнаст, тренер и функционер; Мастер спорта СССР, Заслуженный тренер России.

## Биография
Родился 12 мая 1939 года в городе Калач Воронежской области.
В 1962 году окончил Воронежский государственный педагогический институт. Работал старшим тренером-преподавателем ШВСМ и ДСО «Динамо» в Воронеже. Некоторое время работал в Бобровской детско-юношеской спортивной школе. Затем был одним из основателей и директором (в 1969—1985 годах) СДЮШОР № 17 городского отдела образования Воронежа.
В 1998—2001 годах работал за границей — был тренером спортивного клуба «Тампере» в Финляндии и тренером этой страны по спортивной гимнастике. Вернувшись в Россию, с 2002 года снова работал в Воронежской СДЮШОР № 17. Воспитывает молодых гимнасток, в числе которых Ирина Хрыкина и Маргарита Варнакова.
Среди его учеников — гимнастка Светлана Бахтина.